# Filozofski vremeplov

## Sedmo stoljeće prije Krista
- 624. pr. Kr.
- 610. 
  - rodio se Anaksimandar  (u. 546. pr. Kr.)

## Šesto stoljeće prije Krista
- 588. pr. Kr.
  - rodio se  Anaksimen    (u. 524. pr. Kr.)
- 580. pr. Kr.
  - rodio se Pitagora   (u. 500. pr. Kr.)
- 570. pr. Kr.
  - rodio se  Ksenofan   (u. 480. pr. Kr.)
- 551. pr. Kr.
  - 28. rujna - rodio se Konfucije (u. 479. pr. Kr.)
- 547. pr. Kr.
  - umro Tales  (r. oko 624. pr. Kr.)
- 546. pr. Kr.
  - umro Anaksimandar  (r. 610. pr. Kr.)
- 544. pr. Kr.
  - rodio se Heraklit
- 540. pr. Kr.
  - rodio se Parmenid  (u.  460. pr. Kr.)
- 524. pr. Kr.
  - umro  Anaksimen  (r. 588. pr. Kr.)

## peto stoljeće prije Krista
- 500. pr. Kr.
  - umro Pitagora  (r. 580. pr. Kr.)
- 494. pr. Kr.
  - Milet pao pod perzijsku vlast, kraj Miletske škole
- 490. pr. Kr.
  - rodio se  Zenon   (u. 430. pr. Kr.)
- 484. pr. Kr.
  - umro Heraklit (r. 544. pr. Kr.)
- 480. pr. Kr.
  - umro  Ksenofan  (r. 570. pr. Kr.)
- 479. pr. Kr.
  - umro Konfucije (r. 551. pr. Kr.)
- 470. pr. Kr.
  - rodio se  Melis
- 469. pr. Kr.
  - rodio se  Sokrat    (u. 399. pr. Kr.)
- 460. pr. Kr.
  - umro   (r. 540. pr. Kr.)
  - rodio se  Demokrit    (u. 370. pr. Kr.)
- 458. pr. Kr.
  - rodio se Teodor, zvani Ateist
- 430. pr. Kr.
  - umro Zenon (r. 490. pr. Kr.)
- 427. pr. Kr.
  - rodio se  Platon    (u. 347. pr. Kr.)

## Četvrto stoljeće prije Krista
- 399. pr. Kr.
  - umro  Sokrat  (r.  469. pr. Kr.)
- 384. pr. Kr.
  - rodio se  Aristotel   (u.  322. pr. Kr.)
- 372. pr. Kr.
  - rodio se Mencije (u. 288. pr. Kr.)
- 370. pr. Kr.
  - umro  Demokrit   (r.  460. pr. Kr.)
- 360. pr. Kr.
  - rodio se  Piron
- 347. pr. Kr.
  - umro  Platon   (r. 427. pr. Kr.)
- 341. pr. Kr.
  - rodio se  Epikur    (u. 270. pr. Kr.)
- 322. pr. Kr.
  - umro  Aristotel  (r. 384. pr. Kr.)

## Treće stoljeće prije Krista
- 288. pr. Kr.
  - umro Mencije (r. 372. pr. Kr.)
- 280. pr. Kr.
  - rodio se  Hrizip    (u.  207. pr. Kr.)
- 270. pr. Kr.
  - umro  Epikur   (r.  341. pr. Kr.)
  - umro  Piron  (r.  360. pr. Kr.)
- 207. pr. Kr.
  - umro  Hrizip   (r.  280. pr. Kr.)

## Prvo stoljeće prije Krista
- 98. pr. Kr.
  - rodio se  Tit Lukrecije Kar    (u. 55. pr. Kr.)
- 55. pr. Kr.
  - umro  Tit Lukrecije Kar   (r. 98. pr. Kr.)
- 4. pr. Kr.
  - rodio se Seneka  (u. 65.)

## I. stoljeće
- 65.
  - umro Seneka  (r. 4. pr. Kr.)

## II. stoljeće
- 121.
  - rodio se Marko Aurelije (u. 180.)
- 135.
  - umro  Epiktet (r. 55.)
- 180.
  - umro Marko Aurelije (r. 121.)

## III. stoljeće
- 204.
  - rodio se Plotin (u. 270.)
- 270.
  - umro Plotin (r. 204.)

## IV. stoljeće
- 320.
  - rodio se Temistije  (u. 390.)
- 345.
  - rodio se Eunapije (u. 420.)
- 354.
  - rodio se Aurelije Augustin (u. 430.)
- 390.
  - umro Temistije (r. 320.)
- 393.
  - rodio se Teodor iz Kira (u. 458.)

## V. stoljeće
- 411.
  - rodio se Proklo (u. 485.)
- 415.
  - umro Hipatije
- 420.
  - umro Eunapije  (r. 345.)
- 430.
  - umro Aurelije Augustin (r. 354.)
- 485.
  - umro Proklo (r. 411.)

## VI. stoljeće
- 529.
  - bizantski car Justinijan zatvara Akademiju u Ateni
  - Sveti Bernard osniva samostan Monte Casino

## IX. stoljeće
- 810.
  - rodio se Ivan Skot Eriugena (Ivan Scot Eriugena) (u. 880.)
- 841.
  - rodio se Eric of Auxerre (u. 876.)
- 870.
  - rodio se Al Farabi (u. 950.)
- 876.
  - umro Eric of Auxerre (r. 841.)
- 877.
  - umro Ivan Skot Eriugena (Ivan Scot Eriugena) (r. 810.)
- 880.
- 892.
  - rodio se Gas al Fayoumi Saadia (u. 942.)

## X. stoljeće
- 942.
  - umro Gas al Fayoumi Saadia (r. 892.)
- 950.
  - umro Al Farabi (r. 870.)

## XI. stoljeće
- 1079.
  - rodio se Petar Abelard (u. 1142.)

## XII. stoljeće
- 1141.
  - umro Hugo od sv. Viktora
  - rodio se Eisai (u. 1215.)
- 1142.
  - 21. travnja - umro Petar Abelard (r. 1079.)

## XIII. stoljeće
- 1215.
  - umro Eisai (r. 1141.)
- 1225.
  - rodio se Toma Akvinski (u. 1274.)
- 1260.
  - rodio se Meister Eckhart (u. 1327.)
- 1272.
  - rodio se Guilelmus de Sancta Porciano Durandus (u. 1334.)
- 1274.
  - umro Toma Akvinski (r. 1225.)
- 1280.
  - umro Albert Veliki

## XIV. stoljeće
- 1308.
  - umro Duns Scot
- 1327.
  - umro Meister Eckhart (r. 1260.)
- 1334.
  - umro Guilelmus de Sancta Porciano Durandus (r. 1272 .)
- 1361.
  - umro Johannes Tauler (r. 1300.)
- 1380.
  - rođen Toma Kempenac († 1471.)